# كيوي (طائر)
الكِيْوِي هو طائرٌ لاطَيَّار مُنتشرٌ في نيوزيلندَا يتبعُ رُتبةَ الكِيوِيَّات، والمُمَثِّلُ الوَحيد لِفَصيلة الكِيوِيَّة. الأنواع الخمسة الباقية تنتمي إلى فَصيلَة الكِيوِيَّات وجِنس الكِيوي. جِسمُه مُتَوسِّطُ القَدِّ زُهاذ قَدِّ الدَّجاج، وأصغَر العَوادي الحَيَّة؛ التي تَضُمُّ: النَّعَّامة، الإِيمُو، الرِّيَة والشَّبنم.
أعطَت مُقارنات تَسلسُل الحمض النَّووي عن استنتاج مفاده أنَّ الكيوي شديدُ الوُثُوقِ بِطائِر الفيل المُنقرض أكثر من ارتباطه بِالمُوَّا اللَّذان انتشرَا مع الطَّائِر في نيوزيلندَة. هناك خمسة أنواع معترف بها، أربعة منها مدرجة حاليًا على أنها مُهدَّدةٌ بِالخطر، وواحد منها قريبٌ من الخطر. تأثَّرت كُلُّ الأنواع سلبًا عبر إزالة الغابات التَّاريخيَّة، لكن موائِلها المُتبقِّيَة مَحميَّةٌ في محميَّات الغابات الكبيرة والمُتنزهات الوطنيَّة. أكبرُ تهديدٍ لِبقاءِ الطَّائِر هو افتراسُ الثَّديِّيَاتِ المُفترسة الغازِيَّة إيَّاهُ.
بيضُ الكِيوي أكبرُ قَدًّا بالنسبة لِقَدِّ جسم الطَّائر (يصلُ إلى 20٪ من زِنَةِ الأُنثى) من أي رُتبةِ طيرٍ في العالم. أهمُّ التَكيُّفات الفريدة لِلطائر: ريشُه الشَّبيه بِالشَّعر، ورجلاهُ القصيرة القويَّة، واستخدامُ مِنخراهُ في نهايةِ مِنقارهِ الطٍَويل لاكتشاف الفَريسة قبل رُؤيتِها، ساعدت الطائر على أن يصبح مشهُورًا دوليًّا.
يُعرفُ الكيوي بِأنَّه رمزٌ لِنيوزيلندة، والرَّابطةُ قويَّةٌ جدًا لِدرجة أنَّ مُصطلح «الكِيْوِي» يُستخدم دوليًّا باعتباره اسمُ النِّسبة للنيوزيلنديين.

## التسمية
الكلمةُ الماوريَّةُ لِلكِيوي مُستعلةٌ في الأصلِ التَّقليدي من صَوتِ الطَّائِر. يستدِلُّ بعضُ اللُّغَوِيُّون الكلمةَ من اللُّغة البرُوتُو بُولِينِيزيَّة (kiwi) التي تُشيرُ إلى طائر الكروان ذُو الفخذ المُرتفع. شابَه الكروان الكيوي؛ بِمِنقارُه الطَّويل المُنْحَني، وجِسمُه البُنِّيُّ. رُبَما أطَلق البُلينيزيُّون الأوائِل اسم الكيوي على الطَّائِر الجَديد عند وُصولِهم نيوزيلندة. الكلمة عادة ما تكون غير رأسمالية عند استخدامها للطيور. جمعُ الكلمةِ في الأَنْجلَزَة؛ (kiwis)، أو بِمَا يُوافقُ اللُّغة الماوريَّةُ؛ (kiwi)، دون إضافة «s» الجمع الإنجليزيَّة.
اسمُ الجِنسِ «Apteryx» من اللُّغة الإغريقِيَّة؛ (عديمُ الأجنِحَة): ἀ- عديم أو بِلا؛ πτέρυξ جَناح.

## التصنيف
رغم الافتراض السَّالف أنَّ الكيوي شديد الوثوق مع عَوادِي نيوزيلندة، المُوَّا، حدَّدت دِراساتُ الحمضِ النَّوويِّ الحديثةِ أقرب أنسابِه؛ طائرُ الفِيل المُنقرض في مدغشقر، والعوادي الحَيَّة؛ أمثال: الإيمو والشَّبنم؛ الأشدَّ وُثوقًا مع الطَّائِر من طائرِ الفِيل.
وجد بحثٌ منشُورٌ سنة 2013 عن الجِنس المُنقرِض، الكيوي العَتيق، المعرُوف من رواسب العصر الميوسيني في سينت باثِّينس فُنا، أنَّهُ أصغرُ هذه الطُّيُورِ قَدًّا، ورُبَما كان قادِرًا على الطَّيران، يدعمُ هذه الفَرضِيَّة أنَّ سَلفَ الطَّائِر وصل نيوزيلندة مُسْتقِلًّا عن المُوَّا؛ الطَّائِر اللَّاطَيَّار كَبيرُ القَدِّ الذي عاش إبَّان ظُهور الكِيوي.

### الأنواع
هُناك خمسةُ أنواعٍ معرُوفةٍ من الكيوي، مع مجمُوعةٍ من النُّوَيعَات.
|  | \| \| كيوي كبير منقط \| \| \| \| \| \| كيوي صغير منقط \| \| \| \| |
|  |                                                                   |
|  | كيوي كبير منقط                                                    |
|  |                                                                   |
|  | كيوي صغير منقط                                                    |
|  |                                                                   |

|  | كيوي كبير منقط |
|  |                |
|  | كيوي صغير منقط |
|  |                |

|  | كيوي جنوبي        |
|  |                   |
|  | كيوي أوكاريتو بني |
|  |                   |
|  | كيوي شمالي بني    |
|  |                   |

تتبعُ جِنسَ الكِيوي

## الوصف
تَضُمُّ تكَيُّفاتُ الطَّائِر لِحياتِه الأرضيَّة؛ كالَّتي لدى العَوادي الأُخرى؛ (النَّعَّامة، الإِيمُو، الرِّيَة والشَّبنم): اختِزَالِ العارضة على عظم القص حيث ترتبطُ عضلات طيران (عضلات الجناح) الطُّيور الأُخرى. الجَناحانِ الأثاريَّان صَغيرا القَد غيرُ المَرئِيَّان خَشنان (يُشبهان الشَّعر) رِيشُهما ثُنَائِيُّ التَّفرُّع. في حين أنَّ مُعظم الطُّيور البالغة لها عظامٌ ذاتُ دَواخلٍ مُجوَّفةٍ لِتقليل الوزن وجعلِ الطَّيران عمليًّا، فإنَّ لِلكِيوي نُخاعُ عَظمٍ مثل الثَّديِيَّات وصِغار الطُّيُورِ الأُخرى. مع عدم وُجود قُيود على الوزن بِسبب مُتطلباتِ الطَّيران، تحملُ إناثُ الكيوي البُنِّي وتضعُ بيضةً واحدةً قد تصلُ زِنتُها إلى 450 غ (16 أونصة). مثل مُعظم أنواعِ العَوادي الأُخرى، ليس لدى الطَّائِر الغُدَّة الزِّمِكِّيّة (غُدَّة مُنَظِّفَة). مِنقارُ الطَّائِر طَويلٌ، مرنٌ وحَسَّاسٌ لِلَمسِهِ، ولِعَيناهِ مشط عين مُختزلةٌ. يفتقر ريشُ الكيوي إلى الزَّغب والتَّوابِع، ولديه شُعيرات أنفيَّةٌ كبيرة حول فغرِ فمه. ولديه 13 ريشة طيران، وليس هناك ذيل ونُتُوءٌ ذيليٌّ صغير. قوانصُه ضعيفة وأعورُه طويلٌ وضيِّقٌ.
عينا الكيوي هي الأصغرُ نِسبةً لِكُتلة جسمه مُقارنةً مع الطُّيُورِ الأُخرى، ما يُؤَدِّي إلى صغر مجاله البصرِي. لِلعين تخصُّصاتٌ بَسيطةٌ لأسلُوب حياتِه اللَّيلي، لَكِنَّ الكيوي يعتمدُ على حواسه الأُخرى اعتمادًا أكبر: (السَّمعِ، الشَّمِّ والجهازِ الحسِّيِّ الجسدِيِّ). تختلفُ رُؤيةَ الكيوي لِدرجة أنَّه لوحظَت عيِّنات عمياءُ في الطَّبيعة، ما يدلُّ على قلة اعتمادها على البصر لِلبقاء على قيد الحياة والبحث عن الطَّعام. لوحِظ أنَّ ثُلثَ أفراد الكِيوي الأوكاريتو البُنِّي في نيوزيلندا تحت أي ضغوط بيئية تُوجدُ جُدجُدِةً في إحدى العينين أو كلتيهما في إحدى التَّجارُب. فحصتِ التَّجرُبة نفسُها ثلاث عيِّنات مُحددة أظهرت عمى كامل ووجدت أنَّها في وضع بدني جيد خارج تشوُّهات العين. كشفت دراسةٌ أُجريت سنة 2018 أنَّ أقرب أنساب الكيوي، طيور الفيل المُنقرضة، تشترك أيضًا في هذه السِّمة رغم قَدِّها الكبير.
على عكس كُلِّ قديماتِ الفكِّ الأُخرى تقريبًا، التي عادة ما تكون صغيرة الأدمغة وفقًا لمعايير الطيور، فإنَّ لِلكِيوي نِسبةُ تَدَمُّغٍ أكبر. يُماثلُ قدُّ  نصفُ الكُرة المُخِّيَّة مع قَدِّ الببَّغاوات والطُّيور المُغرِّدة. رغم عدم وجود دليل على سُلوك مُعقَّد مُماثل.

## السلوك
كانت الثَّدييَّاتُ الوحيدَةُ المُنتشرةُ في نيوزيلندة ثلاثةُ أنواعٍ من الخُفَّاشيَّات قبل وُصول البشرِ، والمَثاوِي البيئِيَّة في أجزاء أخرى من العالم التي امتلأت بِمخلُوقات مُتنوِّعةٍ؛ مِثل: الخُيولِ، الذِّئَابِ والفِئران؛ كانت تأخُذه الطُّيُور (وأقلَّ مِنهَا: الزَّواحف والحشرات والبَطْنِقَدَمِيَّاتُ).
قد تكون طبيعةُ الكيوي الدَّجَوِيَّة نتيجةً لِدُخولِ البشرِ والحيواناتِ المُفترسةِ موائلَ الطَّائِر. في مناطق نيوزيلندة حيثُ نُقلت الحيوانات المفترسة، مثل المحميَّات، غالبًا ما يُرى الكيوي في وضحِ النَّهار. يُفضِّلُ الطَّائِرُ المناطِق شُبه الإستوائيَّة والمُعتدلة وغابات المِعلاقِيَّات والزَّان، لكنَّه مُجبرٌ عل التَّكيُّف مع موائل مُختلفةٍ؛ مثل: المراعِي العُشبيَّة والجبال. لدى الكيوي حاسَّةُ شمٍّ مُتطوِّرةٍ، وتقُع مناخيرُه في نِهاية مِنقاره الطَّويل؛ مُختلفًا عن الطُّيُورِ الأُخرى. ياكُل الكيوي اللَّافقريَّات الصَّغيرة، البُزور، اليَرقَات والعديدُ من أصناف الدِّيدان. ورُبما يأكُل الفواكِه، السَّلاطِعين النَّهريَّة، الإنقِليس والقَوازِب. نظرًا لِوُجود فتحات أنفه في نهاية مِناقرِه الطَّويل، يُمكن لِلكيوي تحديدُ موقع الحشرات والدِّيدان تحت الأرض بِاستخدام حاسَّة شمِّه القويَّة، دون رُؤيتها أو الشُّعور بِها. يعُود سبب  قُوَّةُ حاسَّةِ شَمِّ الطَّائِر إلى حجرة الشَّم المُتطوِّرة لِلغاية والمناطق المُحيطة بها. هُناك اعتقادٌ شائعٌ بِأنَّ الكيوي يعتمدُ فقط على حاسَّة الشَّم لَديه لِإمساكِ الفريسة؛ لكنَّ هذا لم يُلاحظ علميًّا. اقترحت التَّجاربُ المعمليَّة أنَّ الكيوي الجنوبي يُمكن أن يعتمد على الشَّم وحدهُ ولكنها لا تتوافق في ظِلِّ الظُّروف الطَّبيعيَّة. عِوضًا عن ذلك، قد يعتمد الكيوي على الإشارات السَّمعيَّة و/أو الاهتزازيَّة.
يعيشُ الكيوي ذكرًا وأُنثى؛ فهو أُحاديُّ تزاوُجٍ. يتصل الزوجان ببعضهما البعض ليلًا، ويلتقيان في جُحر التَّعشيشِ كُلَّ ثلاثة أيَّام خِلال موسم التَّزاوُج المُمتدِّ بين يونيو ومارس. قد تستمرُّ هذه العلاقات لِمدةٍ تصلُ إلى 20 عامًا. لدى الكيوي مِبيَضانِ؛ عكَس بعضِ الطُّيُورِ الأُخرى ذات المبيضِ الأيمن الأثريِّ تَكَيُّفًا لِطَيَرانِ.
يُمكن أن يصل وزنُ بيض الكيوي إلى رُبع زِنَة الأُنثى. تضعُ أُنثى الكيوي بيضةً واحِدةً كُلَّ موسم تفريخ. يضع الكيوي أكبر بيضٍ يتناسبُ مع قدِّه من أيِّ طائرٍ في العالم، مع أنَّ قدَّ الكيوي يُقارب قدَّ الدَّجاجة، إلا أنَّه قادرٌ على وضع بيضٍ يبلُغ قدُّه ستَّة أضعاف قدِّ بيضة الدَّجاج. البيض ناعمُ الملمس، أبيضٌ عاجيٌّ أو أبيضٌ مُخضرٌّ. يَرخمُ الذَّكر البيض، بِاستثناء الكيوي المُرقَّط الكبير؛ إذ يُشارك في الرَّخم كِلَا الوالدين. يُرخم البيض لِفترةٍ تستمرُّ ما بين 63–92 يومًا. يُؤدي إنتاجُ البَيضة الضَّخمة إلى إحداث ضُغوطٍ فسيولوجيَّة كبيرة على الأُنثى؛ خلال الثَّلاثين يومًا التي يستغرقها نُمو البيضةِ مُكتملةِ النُّمو، يجب أن تأكُل الأنثى ثلاثة أضعاف الكميَّة الطَّبيعيَّة من الطَّعام. قبل يومين إلى ثلاثة أيَّام من وضع البيضة، لم يتبقْ سوى مِساحة صغيرة داخل الأنثى لِمعدتها وتُضطرُّ إلى الصِّيام.
كان يُعتقد أنَّ البيض الكبير كان سِمةً من سِمات أكبر أسلافِه المُوَّا، وأن الكيوي احتفظ بِالبيض الكبير خاصيَّةً تطوريَّةً محايدة حيث أصبح أصغر. أشارت الأبحاث التي أُجريت في أوائل سنة 2010 إلى أنَّ الكيوي ينحدرُ من طُيورٍ أصغر قدًّا طارت إلى نيوزيلندا ومدغشقر، حيث أدَّت إلى ظهور طائرَا الكيوي والفيل. يُعتقد أنَّ البيضة الكبيرة هي تكيُّفٌ مع سرعة البُلوغ، ما يُتيح لكتاكِيت الكيوي أن تفقِس قادرةً على الحركة مع صفارٍ لِلحفاظ عليها لِمدَّة أسبوعين ونصف. كان بيضُ الكيوي الكبيرُ آمنًا من الحيوانات المُفترسة، كذلك قُدرةُ كتاكيت الكيوي على السِّير ساعدها في الهُروب من مُفترِساتها.
القُمَّلِيَّات في جنس (الاسم العلمي: Apterygon) وجُنَيس (الاسم العلمي: Aptericola)؛ هي الطُّفيليَّاتُ الخارجيَّةُ لِطَائر الكيوي.

## الانحفاظ

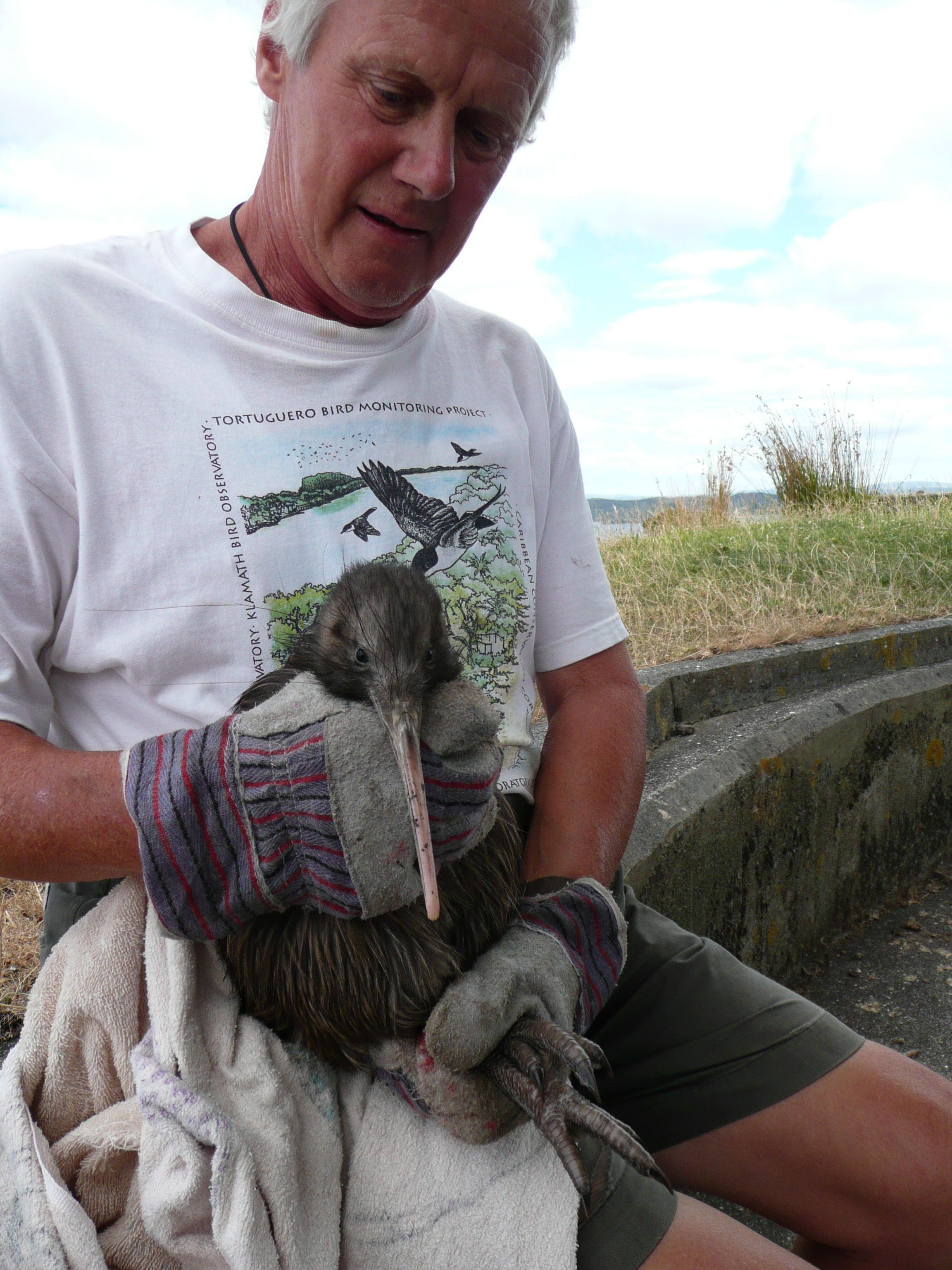
عالم حفظ البيئة بول أسكويث وهو يحمل طائر الكيوي البني من الجزيرة الشمالية في جزيرة موتوأورا، جزر شوغر لوف، نيوزيلندا.

تُظهر الدِّراسات الوطنيَّة أنَّ قُرابة 5-10٪ فقط من فِراخ الكيوي تعيشُ حتَّى مرحلة البلوغ دون إدارة. أكثرُ من 70٪ من أفراد الكيوي غير مُدارين مُنذُ سنة 2018.
حقَّقت الجُهود المبذُولة لِحماية الكيوي بعض النَّجاح، أدرج الاتِّحاد الدُّولي لحِماية الطَّبيعة نوعين من الأنواع المُهددة بِالانقراض إلى الدَّرجة الضَّعيفة سنة 2017. أصدرت إدارةُ الحِماية خُطَّتها الحاليَّة لِلحفاظ على الكيوي سنة 2018.

### المحميَّات
أنشأت إدارةُ الحِماية سنة 2000 خمسة محميَّات لِلكيوي تُركز على تطوير طُرقٍ لِحماية الكيوي وزيادة جُمهرتهِ.
تُوجد ثلاثة محميَّات لِلكيوي في الجزيرة الشمالية؛ هي:

## الأنواع
هناك خمسة أنواع معروفة من الكيوي وهي:
- كيوي جنوبي بني (الاسم العلمي:Apteryx australis)
- كيوي شمالي بني (الاسم العلمي:Apteryx mantelli)
- كيوي صغير منقط (الاسم العلمي:Apteryx owenii)
- كيوي كبير منقط (الاسم العلمي:Apteryx haastii)
- كيوي أوكاريتو بني (الاسم العلمي:Apteryx rowi)

## الكيوي رمزا وطنيا
ظهر الكيوي رمزا وطنيا لأول مرة في أواخر القرن التاسع عشر في نيوزلندا على الشارات العسكرية، وخلال الحرب العالمية الأولى، كان لقب «كيوي» يطلق على الجنود النيوزلنديين، ثم انتشر هذا اللقب فصار يطلق على كل النيوزلنديين في بلادهم وخارجها.

### فهرس المراجع
فهرس المراجع العربية
 فهرس المراجع الأجنبية
1. 1 2  IOC World Bird List Version 6.3 (بالإنجليزية), 21 Jul 2016, DOI:10.14344/IOC.ML.6.3, QID:Q27042747
2. ↑  IOC World Bird List. Version 7.2 (بالإنجليزية), 22 Apr 2017, DOI:10.14344/IOC.ML.7.2, QID:Q29937193
3. ↑  World Bird List: IOC World Bird List (بالإنجليزية) (6.4th ed.), International Ornithologists' Union, 2016, DOI:10.14344/IOC.ML.6.4, QID:Q27907675
4. ↑  قاموس مصطلحات الفلاحة (بالعربية والفرنسية). الجزائر العاصمة: المجلس الأعلى للغة العربية بالجزائر. 2018. ص. 37. ISBN:978-9931-681-42-7. OCLC:1100055505. QID:Q121071043.

### معلومات المراجع المُفصَّلة
مواقع الويب (مرتبة حسب ورودها في المقالة)
مقالات وأبحاث وتقارير (مرتبة تصاعديًّا حسب تاريخ النشر)
الكتب (مرتبة تصاعديًّا حسب تاريخ النشر)
الإنجليزية:
العربية: